# Teodor Ender
Teodor Edward Ender (ur. 27 lipca 1861 w Pabianicach, zm. 2 czerwca 1921 we Wrocławiu) – pabianicki fabrykant, filantrop i radny miejski.

## Życiorys
Syn fabrykanta Karola Edwarda Endera i Marii Augusty z domu Krusche. 1 stycznia 1884 r. został współwłaścicielem przedsiębiorstwa „Krusche i Ender”. W 1899 r. został prezesem zarządu współzałożycielem Towarzystwa Akcyjnego Pabianickich Fabryk Wyrobów Bawełnianych „Krusche i Ender”, w tym samym roku został również dyrektorem generalnym. Posiadał akcie o łącznej wartości 60 200 rubli. W 1898 r. wybudował w Moszczenicy cegielnię, a w 1900 r. młyn i przędzalnię bawełny wraz z tkalnią. W 1905 r. zatrudniał 580 robotników, a roczny obrót jego przedsiębiorstwa wynosił 600 tys. rubli. 
W 1901 r. został współzałożycielem i prezesem Pabianickiego Towarzystwa Wzajemnego Kredytu. W 1914 r. otrzymał tytuł Radcy Handlu. Ponadto był również członkiem Rady Banku Handlowego w Łodzi. Był współorganizatorem straży ogniowej w Pabianicach, której był prezesem oraz zastępcą komendanta w latach 1880–1904. Pełnił również funkcję kuratora szpitala powiatowego w Łasku, który ufundowała jego firma w 1889 r. w okresie pełnienie przez niego funkcji dyrektora. Od 1897 r. współtworzył oraz pełnił funkcję prezesa pabianickiego Towarzystwa Dobroczynności dla Chrześcijan. Od 28 czerwca 1898 r. był członkiem Rady Opiekuńczej Szkoły Handlowej w Pabianicach. W czasie I wojny światowej został ławnikiem miejskim, a po wkroczeniu wojsk niemieckich był radnym w Radzie Miasta Pabianic. Od 1916 r. działał w sekcji finansowej miejscowej Rady Opiekuńczej, w ramach której organizował pomoc dla dzieci.
Został pochowany na cmentarzu ewangelickim w Pabianicach.
Był mężem Heleny Emilii z domu Knothe. Mieli troje dzieci: 
- Karola (ur. 1893),
- Stefana Edmunda (ur. 1896),
- Irenę Augustę (ur. 1899) – żonę Arnolda Adolfa Kindermana[1].